# Peter Marshall (historien)
Peter Marshall (né le 26 octobre 1964) est un historien et universitaire écossais, connu pour ses travaux sur la Réforme et son impact sur les îles britanniques et l'Europe. Il est professeur d'histoire à l'Université de Warwick.

## Biographie
Marshall est né le 26 octobre 1964 dans les Orcades, en Écosse,. Il fait ses études à la Kirkwall Grammar School, avant d'étudier à l'University College d'Oxford. Sa thèse de doctorat est intitulée Attitudes of the English People to Priests and Priesthood, 1500-1553.
Marshall commence sa carrière en tant qu'enseignant : il est professeur d'histoire à l'Ampleforth College, une école privée catholique romaine du North Yorkshire. En 1994, il rejoint l'Université de Warwick en tant que chargé de cours. Il est promu maître de conférences en 2001 et lecteur en 2004. Il est nommé professeur d'histoire en 2006,.
Marshall remporte le prix d'histoire Wolfson 2018 pour son livre Heretics and Believers: A History of the English Reformation,. En juillet 2018, il est élu Fellow de la British Academy (FBA), l'académie nationale des sciences humaines et sociales du Royaume-Uni. Il est également membre élu de la Royal Historical Society (FRHistS).

## Publications
- Peter Marshall, The Catholic Priesthood and the English Reformation, Oxford, Clarendon Press, 1994 (ISBN 978-0-19-820448-0, DOI 10.1093/acprof:oso/9780198204480.001.0001)
- Peter Marshall, Beliefs and the Dead in Reformation England, Oxford, Oxford University Press, 2002 (ISBN 978-0-19-820773-3, DOI 10.1093/acprof:oso/9780198207733.001.0001)
- Peter Marshall, Reformation England, 1480–1642, London, Hodder Education, 2003 (ISBN 978-0-340-70623-7)
- Peter Marshall, Religious Identities in Henry VIII's England, Aldershot, England, Ashgate, 2006 (ISBN 978-0-7546-5390-5)
- Peter Marshall, Mother Leakey and the Bishop: A Ghost Story, Oxford, Oxford University Press, 2007 (ISBN 978-0-19-927371-3)
- Peter Marshall, The Reformation: A Very Short Introduction, Oxford, Oxford University Press, 2009 (ISBN 978-0-19-923131-7)
- Peter Marshall, Reformation England, 1480–1642, London, Bloomsbury Academic, 2012 (ISBN 978-1849665292)
- Peter Marshall, 1517: Martin Luther and the Invention of the Reformation, Oxford, Oxford University Press, 2017 (ISBN 978-0-19-968201-0)
- Peter Marshall, Heretics and Believers: A History of the English Reformation, New Haven, Connecticut, Yale University Press, 2017 (ISBN 978-0-300-17062-7)
- Peter Marshall, Invisible Worlds: Death, Religion and the Supernatural in England, 1500–1700, London, SPCK, 2017 (ISBN 978-0-281-07522-5)